# Libiamo ne' lieti calici
Pour les articles homonymes, voir Brindisi (homonymie).
Le Brindisi (Trinquons, brindare, en italien) ou Libiamo ne'lieti calici (Buvons dans ces joyeuses coupes, en italien) est un célèbre « hymne à l'amour » et duo vocal lyrique romantique tragique pour ténor et soprano, sur un air de valse, avec chœur et orchestre symphonique, du début de l'opéra La traviata du compositeur italien Giuseppe Verdi (sur un livret de Francesco Maria Piave) créé en 1853 à La Fenice de Venise, d'après les roman et pièce de théâtre La Dame aux camélias de 1848 d'Alexandre Dumas (fils),. 

## Histoire
Giuseppe Verdi trouve l'inspiration du sujet de cette œuvre majeure de son répertoire lors d'un séjour à Paris de 1852, en pleine période romantique, où il assiste avec sa future épouse, la soprano Giuseppina Strepponi, à une représentation de la pièce de théâtre La Dame aux camélias, d'Alexandre Dumas (fils) (adaptée de son roman La Dame aux camélias, de 1848).

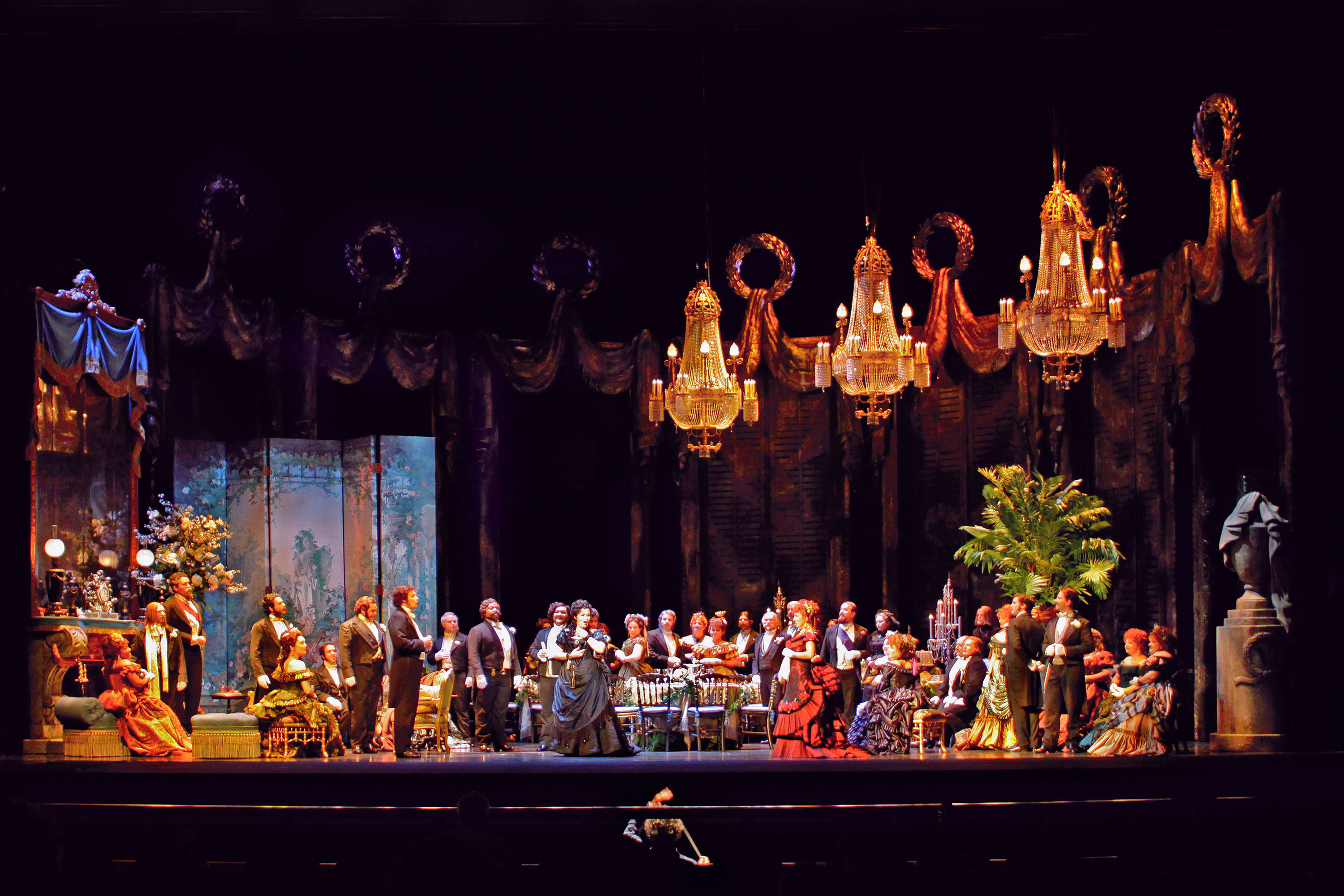
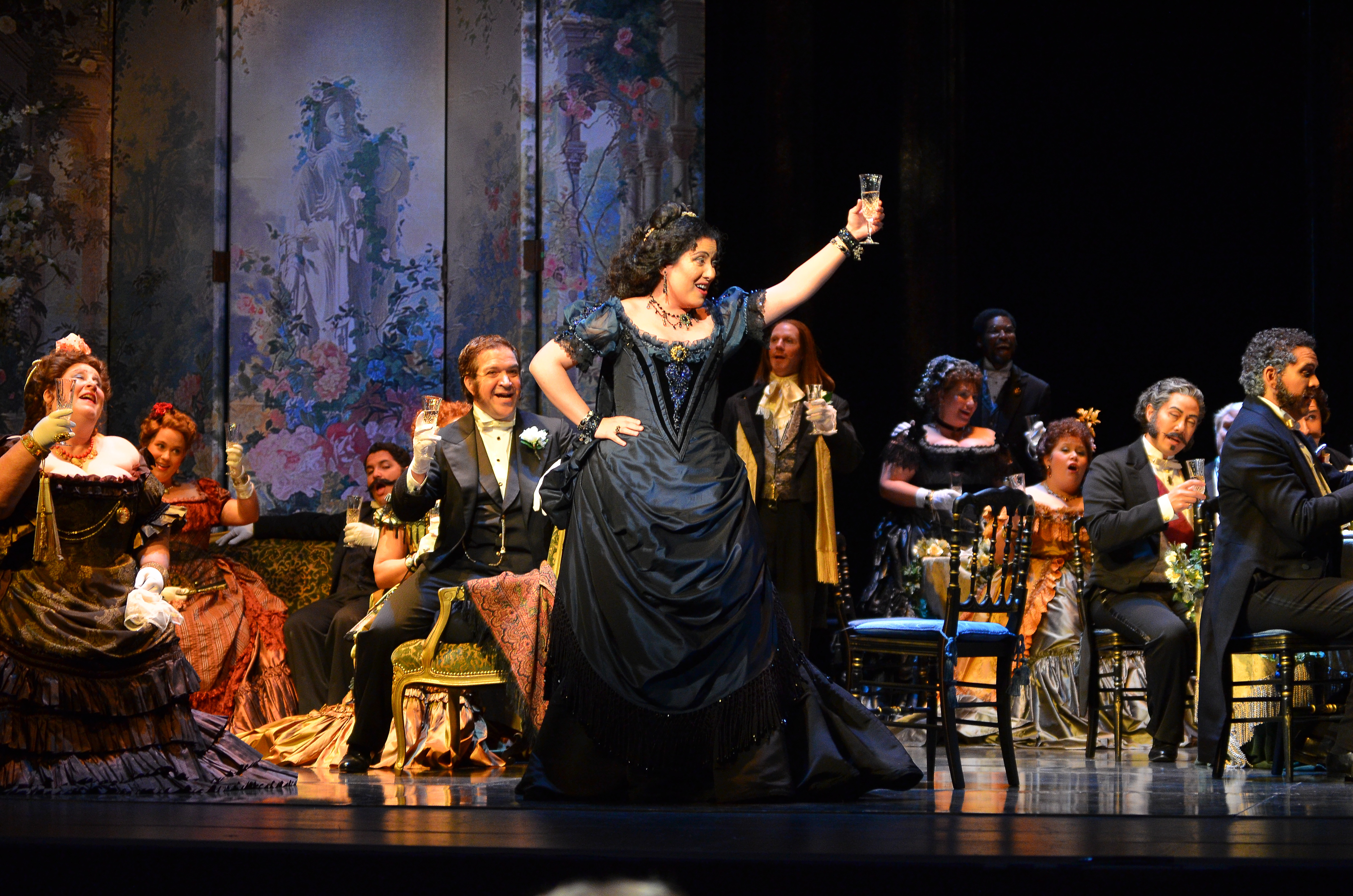
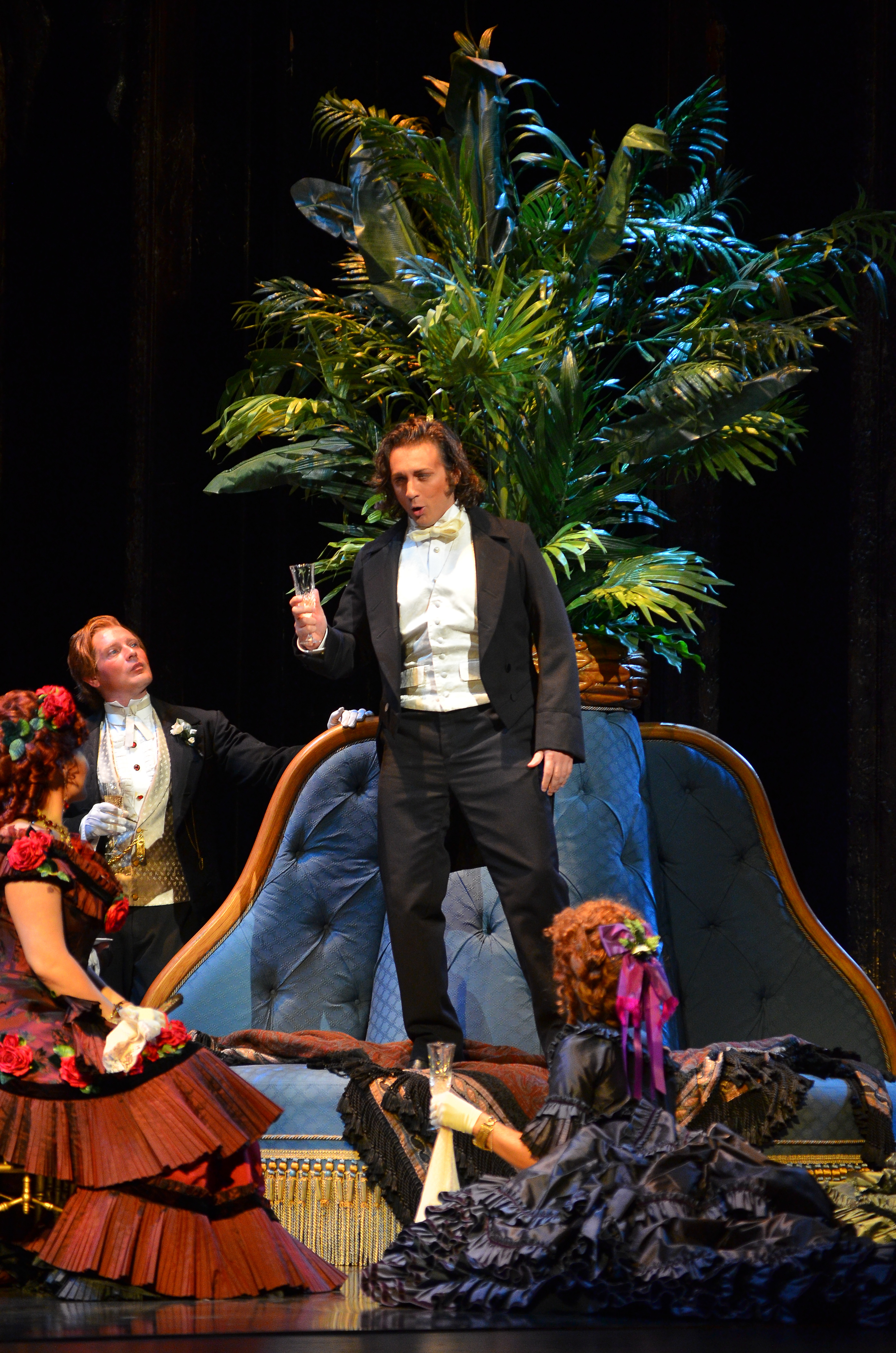

Cet hymne à l'amour du premier acte (Acte I, scène 2) est interprété lors de la soirée festive donnée par la très belle courtisane Violetta Valéry (convalescente de santé fragile) dans les salons de son hôtel particulier parisien du XIXe siècle , avec ses amis et prétendants du Tout-Paris (ou son ami le vicomte Gastone lui présente Alfredo Germont, un de ses richissimes amis de province). 
Amoureux de Violetta, Alfredo Germont lui déclare alors publiquement ses sentiments en entonnant un « toast à l'amour et à la joie de vivre » (Brindisi, Trinquons, Libiamo ne' lieti calici, Buvons dans ces joyeuses coupes) rejoint par Violetta, puis par le chœur des invités, dans une mise en scène d'amour réciproque naissant entre les deux personnages. Violetta offre un Camellia à Alfredo, et lui demande de lui ramener quand il sera fané, ce qu'il fait dès le lendemain.
Acte 2 et 3 : trois mois plus tard, Alfredo et Violetta vivent leur grand amour et la belle vie dans leur villa de campagne près de Paris, jusqu’à la visite du père d'Alfredo (Giorgio Germont) à Violetta, qui lui demande de mettre fin à sa relation amoureuse avec son fils, à laquelle il ne donnera jamais son consentement à cause de la différence de leurs conditions sociales. Violetta fait alors remettre sa lettre de rupture et d'adieu à Alfredo, et retourne à sa vie avec ses amis et prétendants à Paris. Mais Alfredo décide de poursuivre cette relation amoureuse romantique, contre l'avis de son père, et retrouve Violetta, qui, amoureuse de lui, meurt dans ses bras à la suite de la tragique rechute de sa maladie...

## Livret
| Livret original italien | Traduction en français |
| --- | --- |
| Alfredo : Libiamo, libiamo ne' lieti calici Che la bellezza infiora. E la fuggevol, fuggevol ora S'inebrii a voluttà. Libiamo ne' dolci fremiti Che suscita l'amore, Poiché quell'occhio al core Onnipotente va. Libiamo, amore, amore fra i calici Più caldi baci avrà. Coro : Ah ! Libiamo, amore, amore fra i calici Più caldi baci avrà Violetta : Tra voi, tra voi saprò dividere Il tempo mio giocondo ; Tutto è follia, follia nel mondo Ciò che non è piacer. Godiam, fugace e rapido È il gaudio dell’amore, È un fior che nasce e muore, Ne più si può goder. Godiamo, c'invita, c'invita un fervido Accento lusinghier. Coro : Godiamo, la tazza, la tazza e il cantico, La notte abbella e il riso ; In questo, in questo paradiso Ne scopra il nuovo dì. Violetta : La vita è nel tripudio Alfredo : quando non s'ami ancora... Violetta : Nol dite a chi l'ignora , Alfredo : è il mio destin così. Tutti : Godiamo, la tazza, la tazza e il cantico La notte abbella e il riso ; In questo, in questo paradiso Ne scopra il nuovo dì. | Alfredo : Buvons, buvons joyeusement [le vin] de ces coupes. Que la beauté fleurisse , Et que l'heure fugitive S'enivre de volupté. Buvons dans les doux frissons Que suscite l'amour, Puisque ces yeux tout-puissants Percent le cœur. Buvons ! l'amour, l'amour entre les coupes Aura des baisers plus ardents. Le chœur : Ah ! buvons ! l'amour, l'amour entre les coupes Aura des baisers plus ardents. Violetta : Parmi vous je saurai partager Mes heures les plus joyeuses ; Tout ce qui n'est pas plaisir, Est folie dans le monde. Amusons-nous ! rapide et fugace Est le plaisir de l'amour. C'est une fleur qui meurt - à peine est-elle née, Et alors, on ne peut plus en jouir. Réjouissons-nous ! De fervents et flatteurs accents Nous y invitent. Le chœur : Ah ! Réjouissons-nous ! Les verres, les chansons Et les rires embellissent la nuit ; Que dans ce paradis Nous retrouve le jour nouveau. Violetta (à Alfredo) : La vie est allégresse. Alfredo (à Violetta): Quand on ne s'aime pas encore... Violetta : N'en parlez pas à qui l'ignore. Alfredo : C'est là mon destin. Tous : Ah ! Réjouissons-nous ! Les verres, les chansons Et les rires embellissent la nuit ; Que dans ce paradis Nous retrouve le jour nouveau. |